# Spathuliger ornatus
Spathuliger ornatus är en skalbaggsart som beskrevs av Reé Michel Quentin och Jean François Villiers 1979. Spathuliger ornatus ingår i släktet Spathuliger och familjen långhorningar. Inga underarter finns listade i Catalogue of Life.